# José Joaquín Fernández de Lizardi
Josè Joaquin Fernandez de Lizardi (Città del Messico, 10 dicembre 1776 – 21 giugno 1827) è stato un giornalista e scrittore messicano, conosciuto dai contemporanei come "Il pensatore Messicano".

## Biografia

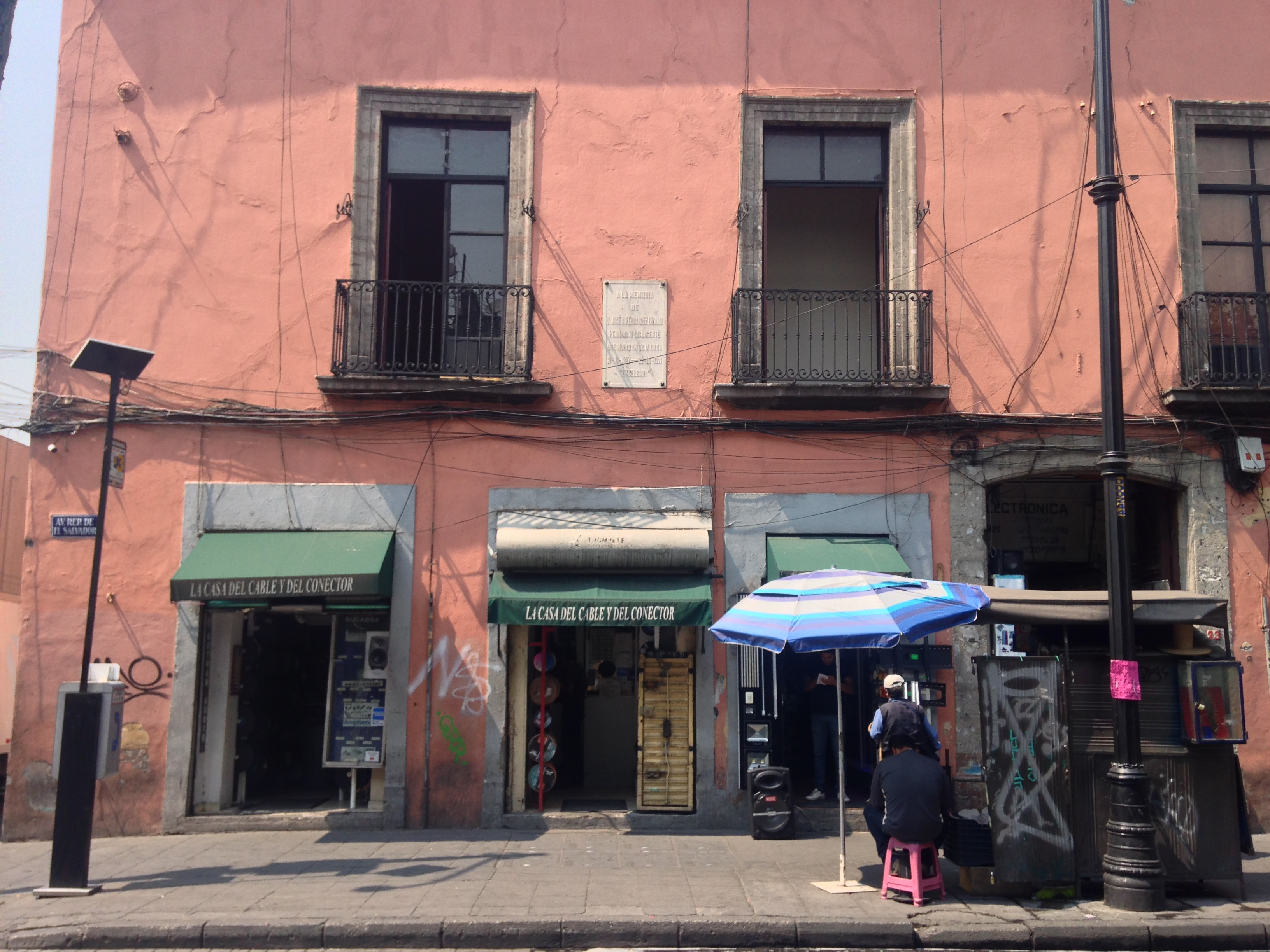
Casa dove muore José Joaquín Fernández de Lizardi, Città del Messico.

Famoso anche per El Periquillo Sarniento ("Il pappagallino rognoso") (1816), considerato il primo romanzo scritto e pubblicato in America Latina.
Passò la sua infanzia a Tepotzotlán, dove suo padre esercitava la professione del medico. Studiò filosofia e nel 1816 iniziò a scrivere novelle e alcune opere teatrali. 
Nel 1811 il "Diario de Mexico" pubblicò alcune sue lettere satiriche, per alcune delle quali fu arrestato per ordine del viceré in persona. Nel 1812, cominciò a pubblicare il giornale liberale El Pensador mexicano ("Il pensatore messicano"), il cui nome userà come pseudonimo per firmare alcune sue opere. Il periodico, a causa della linea editioriale progressista e patriottica, ricevette molte critiche e lo stesso fondatore ebbe molti fastidi.
Nel decennio seguente, lo scrittore esplorò vari generi letterari, passando dai saggi ai romanzi, dalle opere teatrali ai trattati politici.
Nel 1821 venne nuovamente arrestato a causa del dialogo Chamorro y Dominguez, e nel 1823 a causa dei suoi attacchi al clero venne scomunicato.
Morì a Città del Messico il 21 giugno del 1827. Il suo epitafio, da lui stesso composto, recita così: Aquí yace El Pensador Mexicano quien hizo lo que pudo por su patria ("Qui riposa Il Pensatore Messicano che fece ciò che poté per la sua patria".)

### Stile
La formazione culturale del Lizardi deve molto alle correnti e ai movimenti europei: se gli enciclopedisti ed i rivoluzionari francesi furono i suoi modelli di riferimento a livello politico, i picareschi e Cervantes lo ispirarono per lo stile narrativo.
Nonostante queste pregnanti influenze, il Lizardi si contraddistinse per una certa originalità nel suo tentativo di messicanizzare i suoi riferimenti letterari e per un suo tutto personale gusto satirico e realistico.
Quindi la figura del pícaro divenne il pelado messicano, del tutto autonomo dall'originale per le caratterizzazioni, le ambientazioni ed i dialoghi.
- Voltaire
- La Fontaine

## Lavori e opere letterarie

### Giornali
- El Pensador Mexicano
- Alacenas de Friolera
- Cajoncito de la Alacena
- El conductor eléctrico
- El hermano del perico
- Conversaciones del payo y el sacristan
- La Gaceta del gobierno
- Correo semanario de Mexico

### Narrativa
- El Periquillo Sarniento (Il pappagallino rognoso)
- Letrillas satíricas, 1811
- La Quijotita y su prima, 1819
- Noches tristes y día alegre, 1819
- Vida y hechos del famoso caballero don Catrín de la Fachenda